# Janzé
Janzé település Franciaországban, Ille-et-Vilaine megyében. Lakosainak száma 8618 fő (2022. január 1.). Janzé Amanlis, Brie, Corps-Nuds, La Couyère, Essé, Sainte-Colombe, Saulnières, Le Theil-de-Bretagne, Tresbœuf és Piré-Chancé községekkel határos.

## Népesség
A település népességének változása:
| Lakosok száma | 4158 | 4327 | 4500 | 7571 | 8232 | 8268 | 8279 | 8470 | 8523 | 8618 |
|               | 1968 | 1982 | 1990 | 2006 | 2013 | 2015 | 2017 | 2019 | 2020 | 2022 |